# Calle Asunción
La calle Asunción en Sevilla, España, es una vía que atraviesa en vertical el barrio de Los Remedios desde la Plaza de Cuba en la Avenida de la República Argentina hasta la portada del Real de la Feria de Abril cruzando la calle de Virgen de Luján. Es conocida por ser la principal calle comercial de Los Remedios y una de las más importantes de Sevilla en este aspecto junto con la calle Sierpes. Esto la convierte en la vía más transitada del barrio incluso por encima de la Avenida de la República Argentina. El 5 de mayo de 2009 comenzaron las obras para su peatonalización, lo que provocó una gran polémica en toda la ciudad debido a la negativa de los vecinos y comerciantes del barrio hacia la decisión del Ayuntamiento que puede afectar gravemente a los negocios de la zona y por consecuencia a la situación social y económica de Los Remedios. Las obras finalizaron antes de la edición de 2010 de la Feria de Abril. Finalmente, parece que fue una buena decisión el peatonalizar la calle, permite convivir de manera más cercana a los vecinos, y la contaminaciona acústica ha disminuido considerablemente.